# Поповићи (Прњавор)
Поповићи су насељено мјесто у општини Прњавор, Република Српска, БиХ. Према попису становништва из 1991. у насељу је живјело 951 становника.

## Образовање
У насељу се налази Основна школа „Иво Андрић“.

## Становништво
| Националност       | 1991. | 1981. | 1971. | 1961. |
| Срби               | 929   | 1.031 | 1.147 | 1.023 |
| Југословени        | 16    | 116   |       |       |
| Хрвати             | 2     | 2     | 1     |       |
| Мађари             |       |       | 1     |       |
| Муслимани          |       |       | 1     |       |
| остали и непознато | 4     | 16    | 1     |       |
| Укупно             | 951   | 1.165 | 1.151 | 1.023 |

| Демографија | Демографија | Демографија |
| Година      | Становника  | Становника  |
| ----------- | ----------- | ----------- |
| 1961.       | 1.023       |             |
| 1971.       | 1.151       |             |
| 1981.       | 1.165       |             |
| 1991.       | 951         |             |